# Gare de Faulquemont
Gare de Faulquemont – stacja kolejowa w miejscowości Faulquemont, w departamencie Mozela, w regionie Grand Est, we Francji. Jest zarządzana przez SNCF i obsługiwana przez pociągi TER Grand Est.

## Położenie
Znajduje się na linii Rémilly – Stiring-Wendel, na km 17,206 pomiędzy stacjami Herny i Teting, na wysokości 252 m n.p.m.

## Linie kolejowe
- Linia Rémilly – Stiring-Wendel